# أودري توماس
أودري توماس (بالإنجليزية: Audrey Thomas)‏‏ (17 نوفمبر 1935 في بينغامتون، نيويورك - ) مؤلفة، وروائية، وأستاذة جامعية، وكاتِبة من الولايات المتحدة.

## الجوائز
- ضابط وسام كندا[12]
- Ethel Wilson Fiction Prize [الإنجليزية]‏[13]